# イグナーツ・フィンツェンツ・ツィンゲルレ

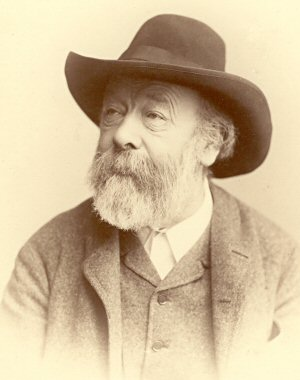
イグナーツ・フィンツェンツ・ツィンゲルレ

イグナーツ・フィンツェンツ・ツィンゲルレ・エードラー・フォン・ズンマースベルク（ドイツ語: Ignaz Vinzenz Zingerle Edler von Summersberg、1825年6月6日 メラーノ - 1892年9月17日 インスブルック）は、オーストリア＝ハンガリー帝国の詩人、学者。

## 略歴
1825年6月6日、カトリック教会の神学者ピウス・ツィンゲルレ（1801年 - 1881年）の息子として、オーストリア帝国のメラーノで生まれた。トリエントで教育を受け、一時はプロイセン王国領マリエンブルクでベネディクト会の修道院に入った。その後は聖職者の道をあきらめてインスブルックに戻り、1848年にギムナジウムの教師になり、1859年にはインスブルック大学のドイツ語とドイツ文学教授になった。1892年9月17日、インスブルックで死去した。

## 作品
本節の出典はブリタニカ百科事典第11版。
- Zeitgedichte（インスブルック、1848年）
- Von den Alpen（1850年）
- Die Miillerin（1853年）
- Der Bauer von Longvall（1874年）
- Erzdhlungen aus dem Burggrafenamte（1884年）

### 民族誌学の作品
- Kiinig Laurin（1850年）
- Von den heyligen drei Kiinigen（1855年）
- Sagen aus Tirol（1850年。1891年第2版）
- Tirol. Natur, Geschichte and Sage im Spiegel deutscher Dichtung（1851年）
- Die Personenand Taufnamen Tirols（1855年）

Sitten, Brduche and Meinungen des TirolerVolkes（1871年第2版）
- Das deutsche Kinderspiel im Mittelalter（1873年第2版）
- Schildereien aus Tirol（1877年。新シリーズが1888年に出版）